# Architekturbibliothek
Die Architekturbibliothek ist ein Onlinelexikon der Schweizer Architektur von 1920 bis heute. Herausgegeben wird die Architekturbibliothek seit 2019 vom Institut für Architektur der Hochschule Luzern. Die Grundlagen werden von den Studierenden der Fachrichtungen Architektur und Innenarchitektur erarbeitet, die Beiträge anschliessend von einer wissenschaftlichen Redaktion überarbeitet und publiziert.
Ziel ist es, die Schweizer Baukultur der Moderne und deren Nachfolger niederschwellig und attraktiv darzustellen: Fotografien liefern eine erste Übersicht. Die weitere Wegleitung führt über Filter und Georeferenzen.

## Bauauswahl
Die Architekturbibliothek umfasst etwa ein Bauwerk pro 2'000 Einwohner und bildet Stadt und Land gleichermassen ab. Die Auswahl erfolgt in Abstimmung mit lokalen und regionalen Experten und kann ergänzt werden. Im Fokus stehen (halb-)öffentliche Gebäude: Sakralbauten, Schulen, Geschäftshäuser, Gewerbebauten und grössere Wohnsiedlungen.
In der ersten Etappe wurden Bauwerke aus der Zentralschweiz, die Kantone Luzern, Nidwalden, Obwalden, Schwyz, Uri und Zug, bearbeitet und insgesamt 335 Bauwerke publiziert. 2019 waren die Studierenden in den Kantonen Glarus, Bern und Zürich unterwegs. Ziel ist es, 2020 erste Tessiner und Westschweizer Bauwerke in der jeweiligen Landessprache zu ergänzen.

## Fotografie
Sämtliche Beiträge der Architekturbibliothek sind mit fünf bis zehn Fotografien illustriert. Die Fotografien sind frei verfügbar und qualifiziert, d. h. hochauflösend downloadbar und mit Informationen zum Bauwerk, zum Architekten und zum Fotografen versehen.

## Architekten
Parallel dazu entsteht ein Verzeichnis aller beteiligten Architekten sowie der Büros. Dies trägt der Praxis der Teamarbeit in wechselnden Konstellationen seit dem ausgehenden 20. Jahrhundert Rechnung: Erstmals ist damit die Bezeichnung der Büros zur Bauzeit exakt spezifizierbar.